# Дэвис, Филип (политик)
Филип Эдвард «Храбрый» Дэвис (англ. Philip Edward "Brave" Davis; род. 7 июня 1951, Нассау) — багамский политик и адвокат, премьер-министр Багамских Островов с 17 сентября 2021 года и член парламента от острова Кэт, Рам-Ки и Сан-Сальвадора с мая 2002 года. Лидер оппозиции в парламенте с мая 2017 по сентябрь 2021 года.

## Биография

### Ранняя жизнь
Родился 7 июня 1951 года в Нассау в бедной семье. Раннее детство провёл со своим братом Элвином, бабушкой и дедушкой на острове Кэт, где учился в общеобразовательной школе Old Bight. По возвращении в Нассау пошёл в Восточные школы и колледж Сент-Джона. Работал упаковщиком и на стройке.

### Политическая карьера
С 2002 года был депутатом Палаты собраний парламента Багамских островов от Прогрессивной либеральной партии. В 2009 году, когда Прогрессивная либеральная партия выиграла выборы 2012 года, стал заместителем премьер-министра Багамских Островов Перри Кристи и министром общественных работ и городского развития. После выборов 2017 года, когда партия потерпела поражение, был избран лидером Прогрессивной либеральной партии на съезде партии в октябре 2017 года.
В 2015 году стал Королевским адвокатом (QC) .

#### Министр общественных работ
В 2012—2017 годах в качестве министра общественных работ и городского развития Дэвис курировал обеспечение около 1 тыс. домов на островах Фэмили и Нью-Провиденс внутренними туалетами и питьевой водой, кроме того, курировал развитие инфраструктуры на островах, включая строительство дорог, восстановление морских дамб, освещение аэропортов Фэмили-Айлендс и ремонт зданий и доков, повреждённых ураганами. Он учредил Программу ремонта небольших домов городского типа, в которой приняли участие более 1 тыс. домовладельцев и тысячи подрядчиков и торговцев.

#### Премьер-министр
На выборах 16 сентября 2021 года привёл свою Прогрессивную либеральную партию к победе и был приведён к присяге в качестве премьер-министра Багамских Островов.

## Личная жизнь
Дэвис женат на Энн-Мари Дэвис и является отцом шестерых детей. Практикующий англиканец. Увлекается бейсболом, софтболом и плаванием.